# La vita come malattia fatale sessualmente trasmessa
La vita come malattia fatale sessualmente trasmessa  (Życie jako śmiertelna choroba przenoszona drogą płciową) è un film del 2000 diretto da Krzysztof Zanussi.

## Trama
Tomasz scopre di avere una malattia mortale. Chiede alla sua ex moglie Anna di finanziare la sua operazione a Parigi. Ma è già troppo tardi per guarire. Non resta che aspettare la morte e trovare qualcuno che aiuti a capire e ad accettare l'evanescenza.

## Riconoscimenti
- San Giorgio d'Oro 2000 al Festival di Mosca